# Reynoldsville (Pennsylvanie)
Pour les articles homonymes, voir Reynoldsville.
Reynoldsville est un borough situé à l'est de la partie centrale du comté de Jefferson, en Pennsylvanie, aux États-Unis,. En 2010, il comptait une population de 2 759 habitants. Le borough est incorporé en 1873.

## Démographie
Lors du recensement de 2010, le borough comptait une population de 2 759 habitants. Elle est estimée, en 2019, à 2 591 habitants.

### Source de la traduction
- (en) Cet article est partiellement ou en totalité issu de l’article de Wikipédia en anglais intitulé « Reynoldsville, Pennsylvania » (voir la liste des auteurs).